# Robert Thew
Robert Thew (Patrington, 1758 – Stevenage, 10 luglio 1802) è stato un incisore inglese.

## Biografia
Da giovane ricevette una scarsa educazione, date le sue umili origini, poi intraprese la professione di bottaio. Dotato tuttavia di un talento spiccato per l'arte e di una vivace intelligenza, ideò una laboriosa camera oscura, per poi dedicarsi all'arte dell'incisione per la quale, nonostante fosse totalmente autodidatta, rivelò un talento ed un'eccellenza particolari. Nel 1783 si trasferì a Hull, dove risiedette per alcuni anni e dove iniziò a incidere insegne di negozi. La sua prima opera di un certo rilievo fu un ritratto a incisione dell'impresario e burattinaio Harry Rowe, e nel 1768 incise e pubblicò alcune stampe del nuovo porto di Hull, che gli permisero di essere apprezzato e scoperto dal grande incisore Francis Jukes. 

Grazie alla incisione su un piatto d'argento di un ritratto di testa femminile da un dipinto di Gerrit Dou, Thewe fu presentato, su intercessione di Thomas Osborne, IV duca di Leeds, all'editore di incisioni John Boydell, dal quale gli venne commissionata una serie di ventiquattro incisioni con tema le opere di William Shakespeare.

Fu anche autore di eccellenti ritratti e venne nominato incisore di palazzo presso re Giorgio IV d'Inghilterra, incarico che ricoprì fino alla sua morte nel 1802 presso Stevenage.